# (36036) Bonucci
Pour les articles homonymes, voir Bonucci.
(36036) Bonucci est un astéroïde de la ceinture principale.

## Description
(36036) Bonucci est un astéroïde de la ceinture principale. Il fut découvert le 8 août 1999 à Saji par l'observatoire de Saji. Il présente une orbite caractérisée par un demi-grand axe de 2,95 UA, une excentricité de 0,05 et une inclinaison de 2,0° par rapport à l'écliptique.

## Compléments